# Broughton Archipelago Marine Provincial Park
Der Broughton Archipelago Marine Provincial Park ist ein 11.751 ha großer Provincial Park in der kanadischen Provinz British Columbia und der zurzeit größte Marine Park unter den Provincial Parks in British Columbia. Der Park liegt westlich von Gilford Island in der Queen Charlotte Strait und gehört zum Regional District of Mount Waddington. Die Region, in der der Park liegt, wird zum Great Bear Rainforest gerechnet.
Ein landseitiger Zugang zum Park besteht nicht. Die meisten Besucher reisen per Wassertaxi von Telegraph Cove auf Vancouver Island aus an oder über Alert Bay auf Cormorant Island. In unmittelbarer Nähe, auf Gilford Island, findet sich mit dem Echo Bay Marine Provincial Park der kleinste der Marine Parks der Provinz.

## Anlage
Bei dem Park handelt es sich um ein Schutzgebiet der Kategorie II (National Park).
Der Park liegt westlich von Gilford Island und umfasst verschiedene Inseln des Broughton-Archipel sowie Teile des umschließende Seegebietes. Der Park umfasst dabei eine Landfläche von 2.061 ha sowie 9.690 ha Meer. Verschiedene Inseln, wie beispielsweise Eden Island oder Midsummer Island, werden zwar vom Park umschlossen, aber gehören nicht dazu, sondern zu ebenfalls von BC Parks betreuten Broughton Archipelago Conservancy. Andere Inseln des Archipels, wie Baker Island oder Insect Island, liegen ganz oder teilweise im Park.

## Geschichte
Der Provincial Park wurde am 16. September 1992, mit einer Gesamtgröße von 11,679 ha, eingerichtet. Im Jahr 2004 wurden die Grenzen des Parks neu festgelegt und seine Größe wuchs auf die heute Fläche an.
Benannt wurde das Broughton Archipelago durch den britischen Kapitän George Vancouver, welcher die Region Ende des 18. Jahrhunderts erforschte. Er benannte die Inselgruppe und andere Objekte, wie Broughton Island oder die Broughton Strait, dabei nach dem Kommandanten William Robert Broughton eines seiner Expeditionsschiffe, der HMS Chatham.
Ursprünglich gehörte das Gebiet zum Jagd- und Fischfanggebiet der Kwakiutl.

## Flora und Fauna
Innerhalb des Ökosystems von British Columbia wird der Park der Coastal Western Hemlock Zone zugeordnet. Biogeoklimatische Zonen zeichnen sich durch ein grundsätzlich identisches Klima sowie gleiche oder sehr ähnliche biologische und geologische Voraussetzungen aus. Daraus resultiert in den jeweiligen Zonen dann auch ein sehr ähnlicher Bestand an Pflanzen und Tieren.
Im Park finden sich zahlreiche bedrohte oder seltene Arten von Lebewesen, wie der Marmelalk, der Nashornalk, das Odinshühnchen, der Kanadareiher, der Klippenausternfischer, die Kragenente oder die Meerscharbe. Des Weiteren sind auf den Inseln Muschelgärten zu finden, die in den Gezeitenzonen angelegt wurden.
Im Seegebiet des Parks können auch die verschiedenen Wale wie der Schwertwal, der Grauwal, der Buckelwal oder der Gewöhnliche Schweinswal und der Weißflankenschweinswal beobachtet werden. Im Meer finden sich auch andere seltene oder bedrohte Arten, wie zum Beispiel die Seeohren.
Da in den Bächen und Flüssen der kanadischen Coast Mountains, hier hauptsächlich der Pacific Ranges, zahlreiche Lachse laichen finden sich diese auch auf dem Weg dorthin im Park wieder. Arten wie der Buckellachs, der Ketalachs, Rotlachs, der Silberlachs oder der Königslachs finden sich im Park.

## Aktivitäten
Der Park verfügt über keine ausgeprägte touristische Infrastruktur. An verschiedenen Stellen finden sich einfache Zeltplätze und rudimentäre Sanitäranlagen. Weiterhin ist das „wilde“ Zelten und Feuer machen, mit Einschränkungen, ebenfalls erlaubt.
Der Park wird hauptsächlich von Seekajakfahrern genutzt.